# N-260
El Eje Pirenaico (N-260) es una carretera nacional española que comunica las poblaciones de Portbou y Sabiñánigo, pasando por Figueras, Olot, Ripoll, Puigcerdá, Seo de Urgel, Sort, Puebla de Segur, Pont de Suert, Campo, Aínsa, Boltaña y Fiscal. Entre las localidades de Queixans (PK 176,700) y Puigcerdá (PK 179,500), la N-260 forma parte de la ruta europea E-9, que discurre entre Orleans (Francia) y Barcelona.

## Recorrido

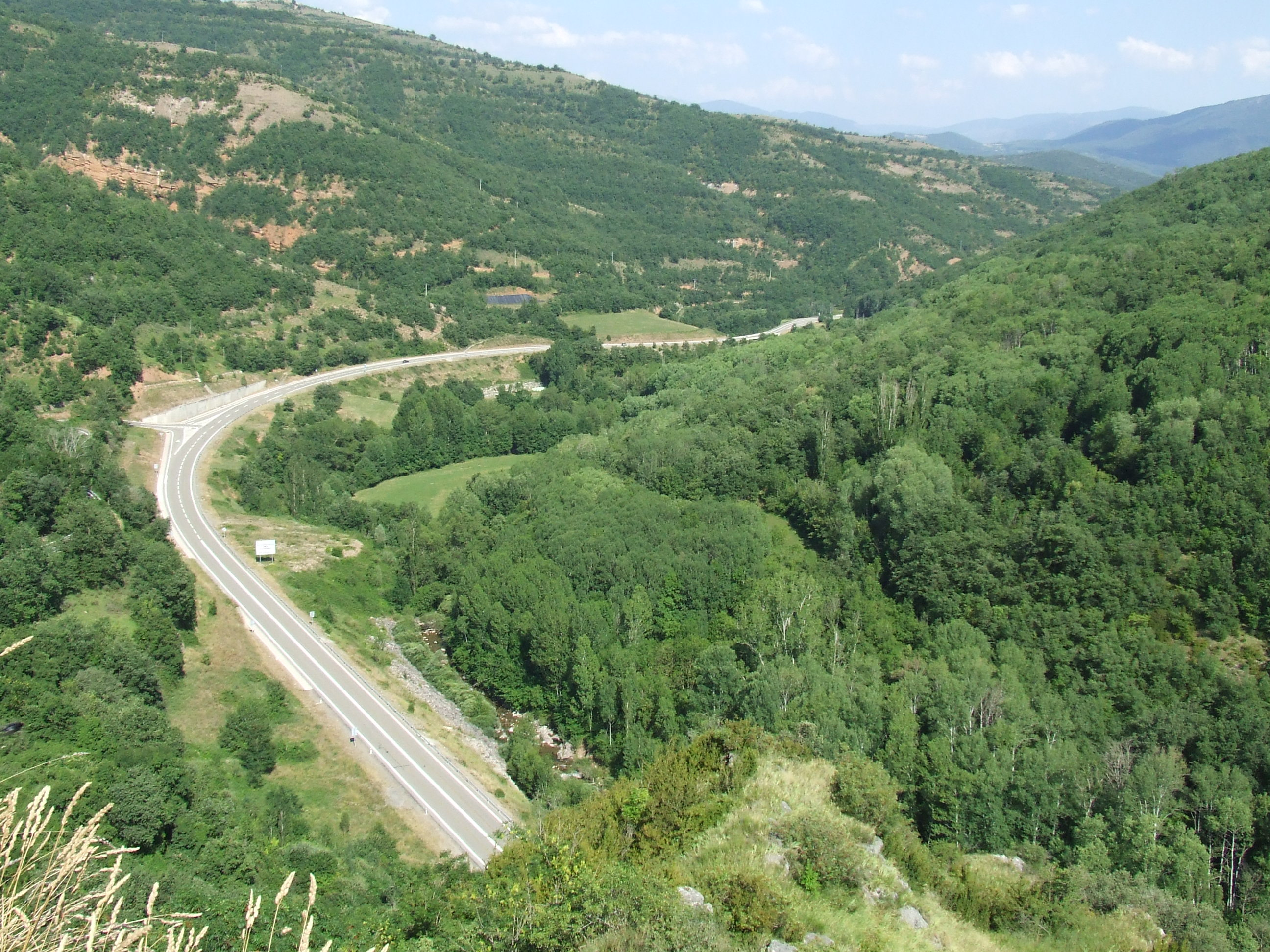
La N-260, en Sarroca de Bellera

La N-260 inicia su recorrido en la frontera con Francia junto a la población de Portbou continúa hacia el suroeste atravesando las poblaciones de Llansá, Garriguella y Figueras donde enlaza con la  N-2  y la autopista del Mediterráneo  AP-7 . Continúa hacia el oeste atravesando las poblaciones de Navata y Besalú. A partir de Besalú hay un tramo desdoblado y convertido en la autovía  A-26  que llega hasta Olot. En Olot vuelve a ser carretera nacional y atraviesa el Coll de Coubet 1010 m y el Coll de Canes 1120 m, Vallfogona, Sant Bernabé de les Tenes y Ripoll donde enlaza con la carretera  C-17 , que se dirige a Barcelona, y con la  N-152  que se dirige a Puigcerdá, con la que coincide hasta llegar a la misma población. En Puigcerdá la carretera se bifurca en la  N-152  que se dirige a la frontera con Francia y la propia N-260 con dirección a la población de Seo de Urgel.
A continuación entra en la Provincia de Lérida atravesando las poblaciones de Bellver de Cerdaña, El Pont de Bar, hasta llegar a la Seo de Urgel donde enlaza con la carretera  N-145  que se dirige a Andorra. Continúa atravesando el Port de Cantó (1725 m) y las poblaciones de Vilamur, Sort, Gerri de la Sal, Puebla de Segur, Senterada, Sarroca de Bellera, el Coll de la Creu de Perves 1350 m, y el Pont de Suert donde enlaza con la carretera  N-230  que une Lérida con el Valle de Arán.

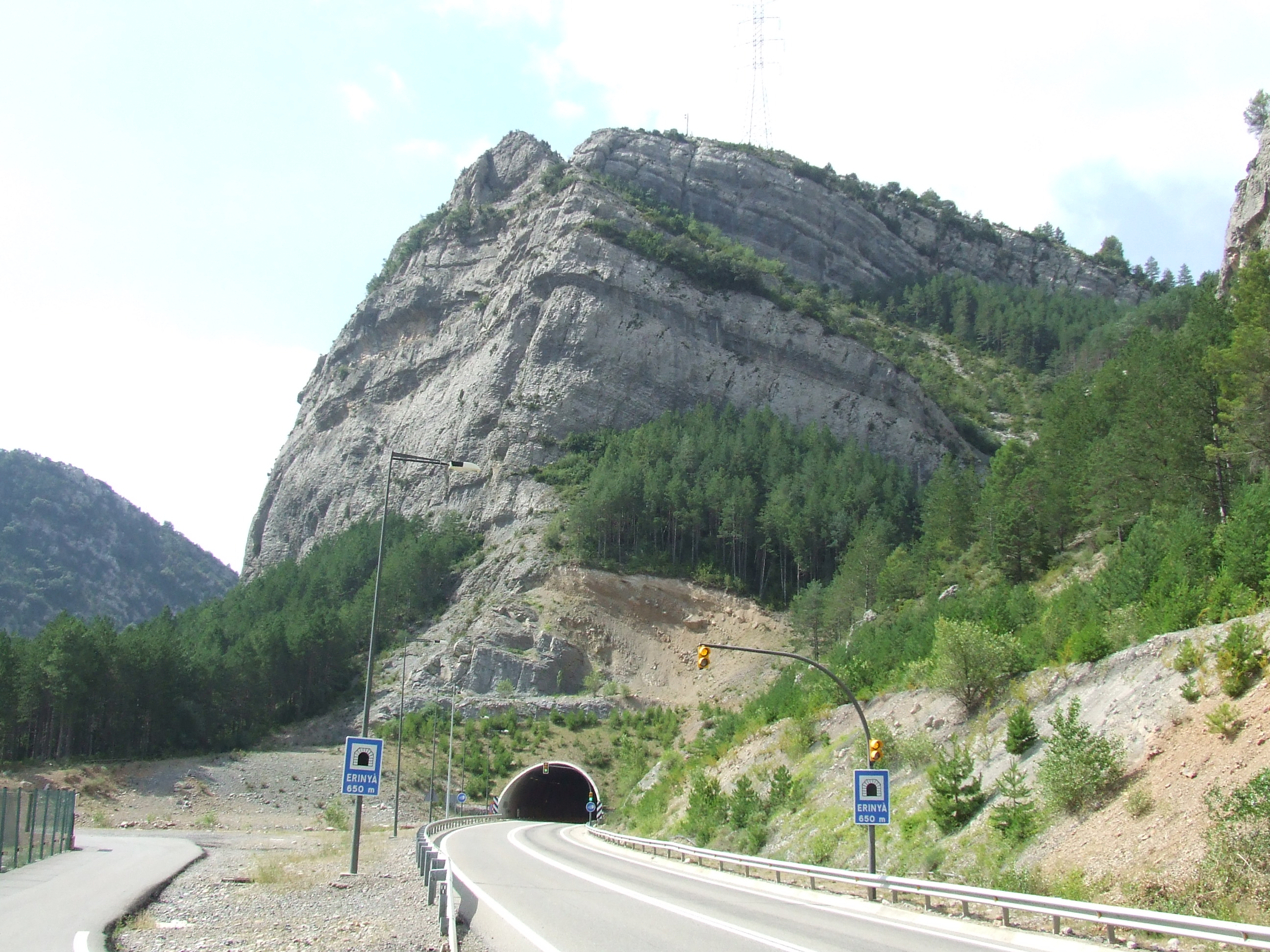
La N-260 en la boca norte del túnel de Erinyà, en el término de Senterada

Prosigue coincidiendo 6 km en dirección norte con la carretera  N-230  hasta entrar en la Provincia de Huesca, atraviesa el Collado de Espina 1407 m, Laspaúles, Collado de Fadas 1470 m, Bisaurri, Castejón de Sos, Seira, Campo, Foradada del Toscar, Collado de Foradada (1020 m), Aínsa, Boltaña, Fiscal, Yebra de Basa y Sabiñánigo. A partir de la población sobrarbense de Fiscal, se bifurca en dos: la N-260 y la N-260a, que discurre por Asín de Broto, Sarvisé, Broto, túnel del Cotefablo (1423 m s. n. m.), Biescas y finaliza su recorrido en la población de Sabiñánigo enlazando con la carretera  N-330  que une Alicante con Canfranc por Zaragoza.

## Actuaciones
El ministerio de Fomento ha destinado 10.96 millones de euros para acondicionar la N-260 entre las poblaciones de Sort y El Pont de Suert, ambas en la provincia de Lérida.
En julio de 2012 entró en servicio el nuevo tramo de 25 km de longitud entre Fiscal y Sabiñánigo con un coste total de alrededor de 100 millones de euros. Este tramo tiene el  túnel de Pedralba de 2600 m de longitud. Con su inauguración se redujo a la mitad la distancia entre ambas poblaciones y a un 25% el tiempo de recorrido para ese trayecto, por lo que modificó radicalmente las comunicaciones viarias entre Navarra y el País Vasco y el norte de Aragón y Cataluña, hasta ahora canalizadas bien por el sur de Francia, bien por la  N-240  o el valle del Ebro.
Se estaban llevando a cabo las obras de construcción de un túnel de aproximadamente 1 kilómetro para la variante de la población leridana de Gerri de la Sal, lugar donde la circulación atravesaba esta localidad y el ancho de la calzada se veía reducido, lo que daba lugar a que el paso por la población fuera difícil. Las obras comenzaron en junio de 2011 pero en mayo de 2012, dado el escaso avance de esta obra y por necesidades presupuestarias del Ministerio de Fomento, decidió este último resolver unilateralmente el contrato de obras.
Finalmente, se ha llevado a cabo la ampliación de la plataforma en el paso más estrecho por la localidad. De este modo se ahorraría en costes y se mejoraría notablemente la circulación, al conseguirse dos carriles de tres metros. Las obras empezaron en noviembre de 2015 y finalizaron en abril de 2017.
El Consejo de Ministros autorizó el 14 de diciembre de 2018 al Ministerio de Fomento a licitar por un importe de 46,34 millones de euros el contrato para la ejecución de las obras de acondicionamiento en el tramo entre Campo y el Congosto de Ventamillo que discurre en su mayor parte a la orilla del río Ésera . El tramo que se acondicionará se encuentra comprendido entre los puntos kilométricos 391,600 y 404,150 (12,55 km) y la solución proyectada consiste en la ampliación de la plataforma de la carretera, incluyendo la construcción de dos túneles de 265 metros y 540 metros de longitud, adoptando una anchura de 8 metros (dos carriles de 3,50 metros y arcenes de 0,50 metros) frente a los 5,5 metros actuales, que llegan a reducirse en zonas puntuales a 4,5 metros.
El contrato fue finalmente adjudicado el 11 de julio de 2019 a la empresa Dragados S.A. por un importe total de 35.660.101,66 euros, siendo formalizado en fecha 29 de agosto de 2019. Las obras se iniciaron en noviembre de 2019, teniendo una duración máxima de 38 meses según el pliego de cláusulas administrativas particulares.
En junio de 2022, tras el cierre total en primavera, los responsables de la obra manifestaron que estaban casi al 50% de ejecución y que "iban en plazo", pese a que deberían estar terminadas ese mismo invierno.